# Apistogramma caetei
Apistogramma caetei är en fiskart som beskrevs av Kullander, 1980. Apistogramma caetei ingår i släktet Apistogramma och familjen Cichlidae. Inga underarter finns listade i Catalogue of Life.